# Tessa Wullaert
Tessa Wullaert (ur. 19 marca 1993 w Tielt) – belgijska piłkarka, grająca na pozycji napastnika w holenderskim Fortuna Sittard, wielokrotna reprezentantka Belgii.

## Kariera piłkarska

### Kariera klubowa
Wychowanka klubów FC Wakken, Engelmunster i Harelbeke. W 2008 roku rozpoczęła swoją karierę zawodową w Zulte Waregem. Sezon 2012/13 spędziła w Anderlechcie. Następnie przeniosła się do Standardu Liège. Po dwóch latach w maju 2015 roku podpisała kontrakt z VfL Wolfsburg. 21 czerwca 2018 roku przeprowadziła się do Manchester City. Po dwóch sezonach latem 2020 roku wróciła do Anderlechtu, aby być bliżej rodziny i chłopaka. W maju 2022 zasiliła skład Fortuny Sittard.

### Kariera reprezentacyjna
17 września 2011 roku zadebiutowała w belgiskiej kadrze narodowej w wygranym 2:1 meczu eliminacyjnym do Euro 2013 z Węgierkami, w którym strzeliła jednego gola. Wcześniej broniła barw juniorskich reprezentacji Belgii. Występowała w turnieju finałowym mistrzostw Europy 2017 i 2019.Już po kilku latach ustanowiła rekord w liczbie goli na arenie międzynarodowej belgijskich piłkarek. W październiku 2015 roku dogoniła kapitankę drużyny Aline Zeler, a w marcu 2016 wyprzedziła ją.

## Sukcesy i odznaczenia

### Sukcesy klubowe
Anderlecht
- mistrz Belgii: 2021, 2022
- zdobywca Pucharu Belgii: 2013, 2022

Standard Liège
- mistrz BeNe League: 2014/15
- wicemistrz BeNe League: 2013/14
- mistrz Belgii: 2013/14*, 2014/15*
- zdobywca Pucharu Belgii: 2014

VfL Wolfsburg
- mistrz Niemiec: 2016/17, 2017/18
- wicemistrz Niemiec: 2015/16
- zdobywca Pucharu Niemiec: 2015/16, 2016/17, 2017/18
- finalista Ligi Mistrzyń UEFA: 2015/16, 2017/18

Manchester City
- wicemistrz Anglii: 2019/20, 2018/19
- zdobywca FA Women's League Cup: 2018/19
- zdobywca Women's FA Cup: 2018/19

Fortuna Sittard
- brązowa medalistka mistrzostw Holandii: 2022/23

### Sukcesy reprezentacyjne
Belgia
- zdobywca Pinatar Cup: 2022
- finalista Arnold Clark Cup: 2023
- mistrz Europy: 2017
- wicemistrz świata: 2019

### Sukcesy indywidualne
- królowa strzelców BeNe League: 2014/15
- królowa strzelców Belgii (Gouden Schoen / Soulier d'Or): 2016, 2018, 2019, 2023
- Najlepsza Belgijska Piłkarka Roku: 2021/22